# Hirshhorn Museum and Sculpture Garden

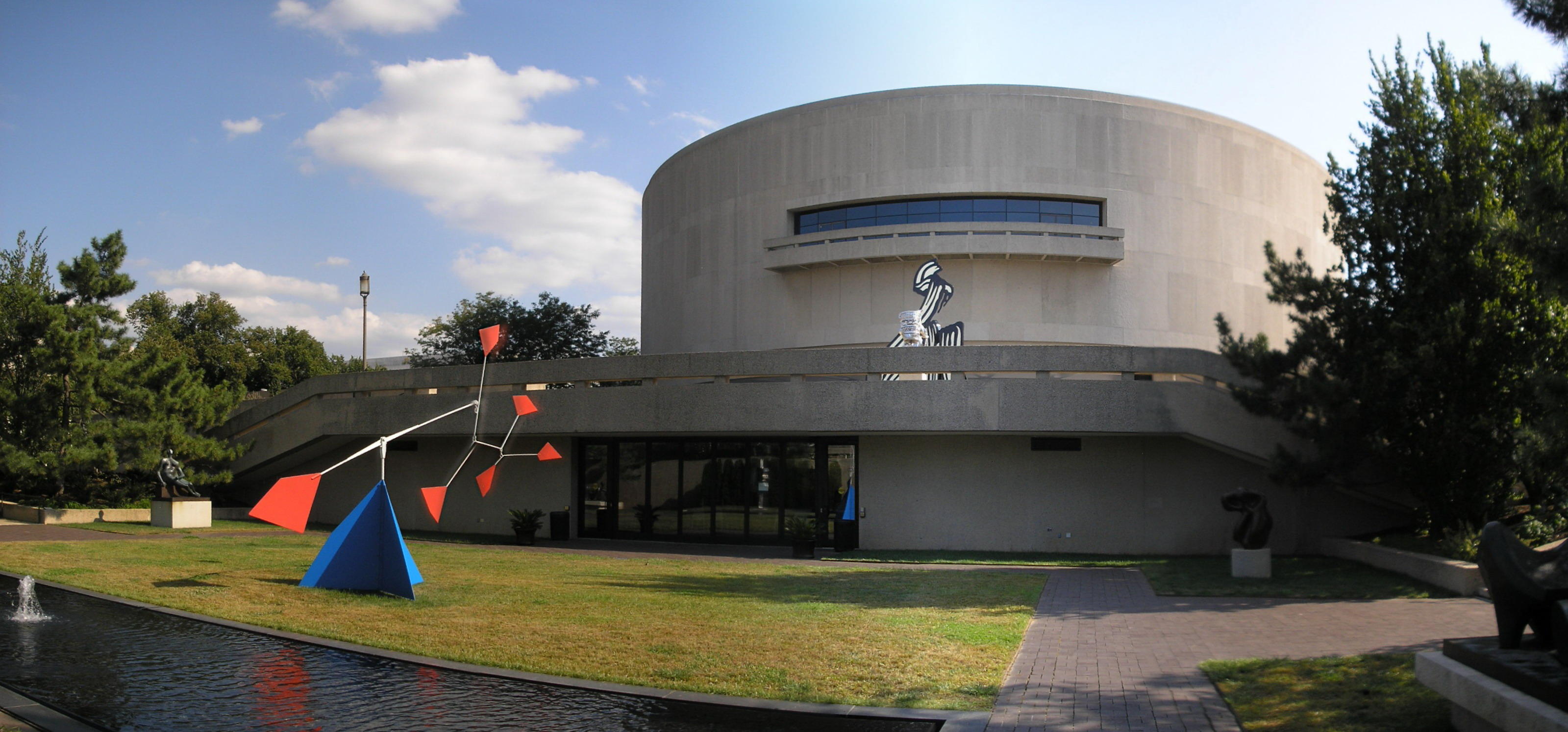
Museumsgebäude

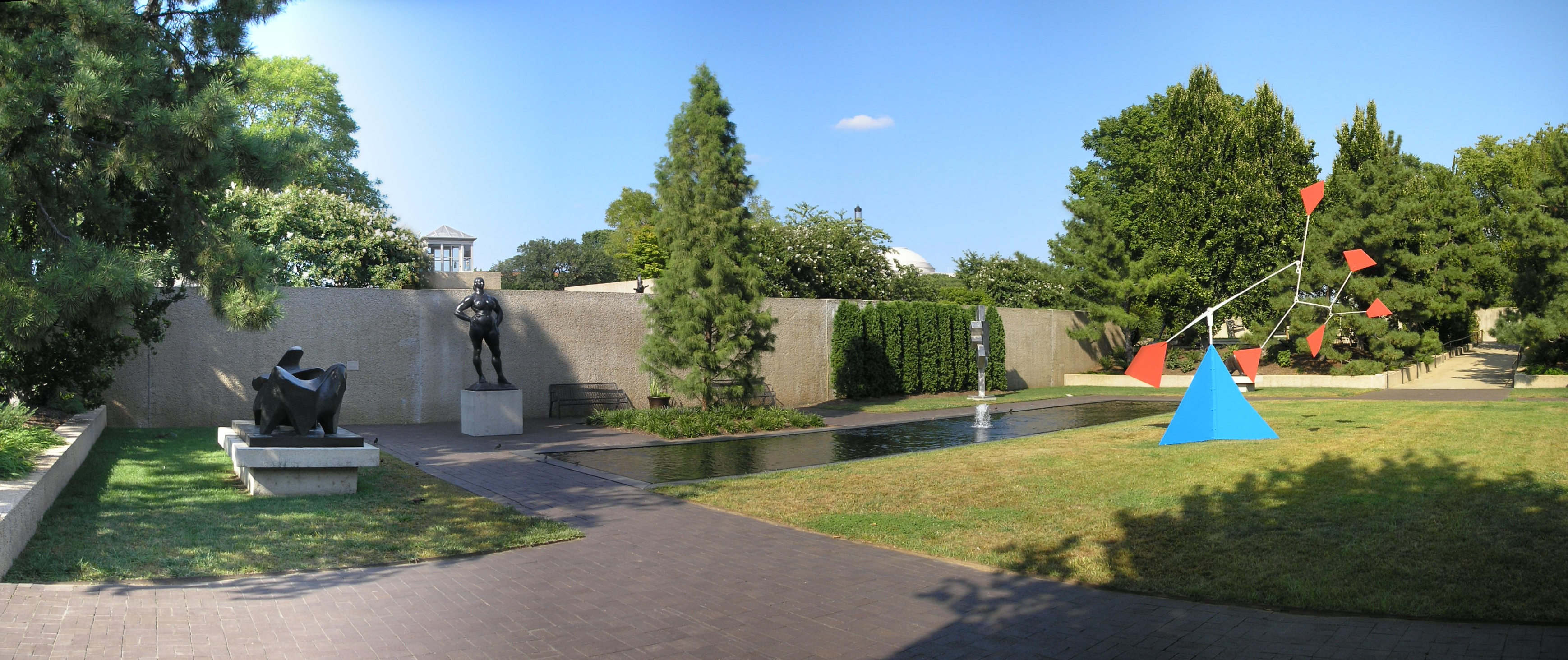
Skulpturengarten

Das Hirshhorn Museum and Sculpture Garden ist ein Kunstmuseum an der National Mall in Washington, D.C. und wurde von dem Architekten Gordon Bunshaft entworfen. Es gehört zur Smithsonian Institution und wurde als Museum für zeitgenössische und moderne Kunst der Vereinigten Staaten konzipiert. Das Museum konzentriert sich in erster Linie auf die Kunst aus der Zeit nach dem Zweiten Weltkrieg, mit besonderem Schwerpunkt auf Kunst der letzten 30 Jahre. Außerhalb des Museums befindet sich ein Skulpturengarten mit Werken von Künstlern wie Auguste Rodin und Alexander Calder.
Bei dem Gebäude handelt es sich um einen offenen Zylinder auf vier „Beinen“, in dessen Innenhof sich ein großer Brunnen befindet. Smithsonian-Mitarbeitern zufolge sagte Gordon Bunshaft über die Gestaltung des Gebäudes: Wenn sie nicht einen krassen Gegensatz zu allem anderen in der Stadt stehen würde, dann wäre das Gebäude nicht geeignet für die Unterbringung einer modernen Kunstsammlung.

## Geschichte
In den späten 1930er Jahren gab der United States Congress ein Kunstmuseum für die National Mall in Auftrag. Bis zu dieser Zeit war die National Gallery of Art der einzige Ort für Bildende Kunst, der sich aber auf niederländische, französische und italienische Kunst konzentrierte. Während des Zweiten Weltkrieges wurde das Projekt in den Hintergrund gedrängt.
Zu der Zeit begann Joseph Hermann Hirshhorn, ein erfolgreicher Unternehmer im Uranabbau, mit dem Aufbau seiner Sammlung vom klassischen französischen Impressionismus bis zu Werken noch lebender Künstler, Amerikanischer Moderne des frühen 20. Jahrhunderts und Skulpturen. Im Jahr 1955 verkaufte Joseph Hirshhorn seine Uranbeteiligungen für mehr als 50 Millionen Dollar. Er erweiterte seine auf Lagerhäuser, eine Wohnung in New York und ein Anwesen in Greenwich (Connecticut) verteilte Sammlung um ein umfangreiches Gelände für die Skulpturen.
Eine Skulpturenausstellung im Guggenheim Museum in New York machte im Jahr 1962 die internationale Kunstszene auf den Umfang von Hirshhorns Sammlung aufmerksam. Informationen über seine Sammlung moderner und zeitgenössischer Malerei verbreiteten sich, und Institutionen in Italien, Israel, Kanada, Kalifornien und New York wetteiferten um die Sammlung. Präsident Lyndon B. Johnson und der Leiter des Smithsonian, S. Dillon Ripley, führten erfolgreiche Verhandlungen für ein neues Museum an der National Mall in Washington, D.C.
Ein Bundesgesetz begründete das Hirshhorn Museum and Sculpture Garden der Smithsonian Institution im Jahr 1966. Das Museum ist in erster Linie aus Bundesmitteln finanziert, zu denen Hirshhorn später eine Million Dollar für den Bau des Museums beisteuerte. Der erste Spatenstich erfolgte 1969.
Abram Lerner war der erste Direktor des Museums. Er überwachte die Erforschung, Konservierung und Installation von über 6.000 Ausstellungsstücken aus Hirshhorns Anwesen in Connecticut und anderen Häusern in Washington, D.C.

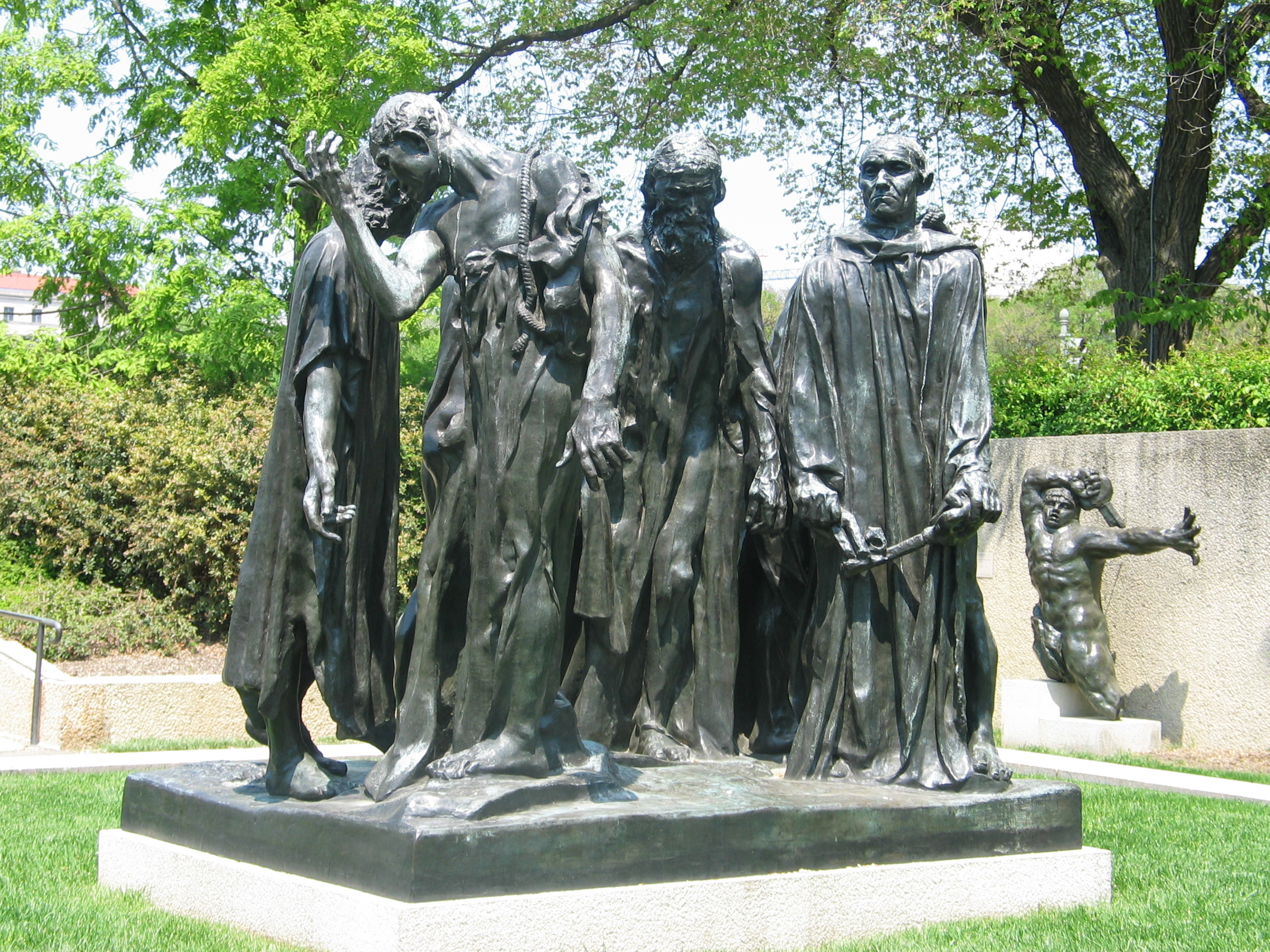
Die Bürger von Calais von Auguste Rodin im Skulpturengarten

Das Museum und der Garten umfassen 5.600 m² Ausstellungsfläche im Gebäude und rund 16.000 m² im Außenbereich, dem Skulpturengarten auf zwei Ebenen und einem Platz. The New York Times beschrieb es „als eine Festung, die als Museum dient.“
Joseph Hirshhorn sagte in seiner Eröffnungsrede im Jahr 1974: „Es ist eine Ehre, den Bürgern der Vereinigten Staaten meine Kunstsammlung zu schenken, als kleine Rückzahlung für das, was diese Nation für mich und andere, die wie ich als Einwanderer hier ankamen, getan hat. Was ich in der Vereinigten Staaten vollbracht habe, hätte ich nirgendswo sonst auf der Welt vollbringen können.“ Eine Million Besucher sahen die Eröffnungsausstellung mit 850 Ausstellungsstücken in den ersten sechs Monaten.
Kurator zahlreicher Ausstellungen war der Schweizer Gianni Jetzer, der auch die Funktion des Curator-at-large des Hirshhorn-Museums innehat.
Im Skulpturengarten steht der „Wunschbaum“ von Yoko Ono.
2018 erwarb die Sammlung erstmals ein Performance-Kunstwerk: This You (2006) von Tino Sehgal.

### Der Mäzen
Joseph H. Hirshhorn (1899–1981), war als kleiner Junge mit seiner Mutter und 12 Geschwistern von Lettland nach Amerika ausgewandert. Nachdem er mit 13 Jahren die Schule verlassen hatte, arbeitete er für 2 Jahre als Zeitungsjunge. Dann fing er für $12 pro Woche an der Wall Street an. Ein Jahr später hatte er $255 angespart und wurde Börsenmakler.
Mit 18 Jahren entdeckte er seine Leidenschaft für Kunst und erwarb 2 Radierungen von Albrecht Dürer für einen Preis von $75 pro Stück. Mit den Jahren wurde seine Sammlung immer umfangreicher. Für das nach ihm benannte Museum spendete er zur Eröffnung 6.000 Kunstwerke. Nach seinem Tod erbte das Museum weitere 6.000 Kunstwerke und 5.000.000 USD.

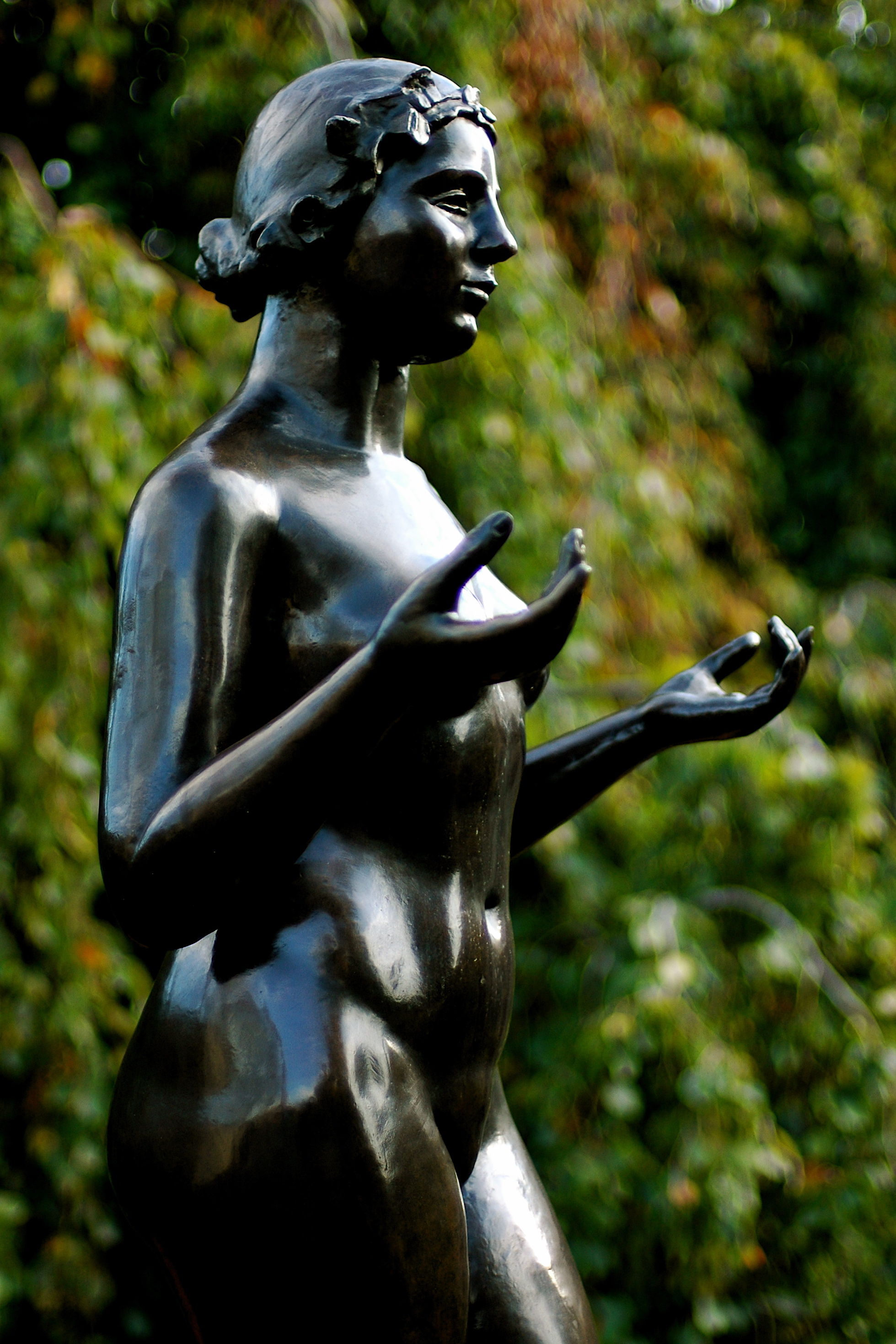
Nymphe (Zentrale Figur der Drei Nymphen) von Aristide Maillol im Skulpturengarten

## Architektur
Das Gebäude wurde von Gordon Bunshaft (1909–1990), einem mit dem Pritzker-Preis ausgezeichneten Architekten und langjährigen Partner von Skidmore, Owings and Merrill, entworfen.
Es hat die Form eines Hohlzylinders und steht auf vier Stützen über dem großen Platz. In seiner Mitte befindet sich ein Springbrunnen.

### Technische Daten
- Das Gebäude und die Mauern bestehen aus Betonfertigteilen
- Durchmesser: Gebäude: 70,4 m; Innenhof: 35,1 m; Brunnen: 18 m
- Das Gebäude ist 25 m hoch und steht auf vier 4,30 m hohen, massiven, skulpturalen Pfeiler
- 6.000 m² Ausstellungsfläche auf 3 Etagen
- Gesamtausstellungfläche (innen und außen) 18.300 m²
- Auditorium mit 274 Sitzplätzen in der unteren Etage
- 11.000 m² Fläche unterhalb des Gebäudes und rundherum
- 5.300 m² Skulpturengarten hinter dem Jefferson Drive, 1,8 bis 4,3 m unterhalb des Straßenniveaus, Rampen sorgen für Barrierefreiheit
- Die Galerien im 1. und 2. Stock haben 4,6 m hohe Wände und freiliegende Kassettendecken mit 0,9 m tiefen Kassetten.
- Im Untergeschoss befindet sich Ausstellungsflächen, Lagerräume sowie Räume für Workshops und Büros
- Im 3. Stock befinden sich Büros und Lagerräume